# Mezőtúr
Mezőtúr är en stad i Ungern, i provinsen Jász-Nagykun-Szolnok. Staden ligger i de stora slättmarkerna i sydöstra Ungern, nära järnvägslinjen mellan Budapest, Szolnok och Békéscsaba.

## Historia
Staden grundades under medeltiden och kallades Túr efter floden Berettyó, som tidigare gick under namnet Túr. Senare döptes den om till Mezőtúr (mező betyder fält, och syftar till de goda jordarna i området). Staden nämndes för första gången under Andreas II:s regeringstid som villa Tur. Den kortaste vägen mellan Buda och Transsylvanien gick då genom Mezőtúr, som också var den enda staden i området som hade en färjeöverfart. På grund av denna färja gavs staden marknadsrättigheter på 1400-talet, och staden blomstrade.
Under den osmanska ockupationen av Ungern föll staden till osmanskt styre år 1562, och befriades 1692. Efter att osmanerna hade bannlysts under revolutionen tvingades stadens befolkning att lämna staden två gånger (1692-1699 och 1705-1710).